# Желепово
Желепово (укр. Желепове) — село, относится к Раздельнянскому району Одесской области Украины.
Население по переписи 2001 года составляло 178 человек. Почтовый индекс — 67410. Телефонный код — 4853. Занимает площадь 0,702 км². Код КОАТУУ — 5123980402.

## Местный совет
67440, Одесская обл., Раздельнянский р-н, с. Бецилово